# Luis Hernández Rodríguez
Luis Hernández Rodríguez (Madrid, 14 aprile 1989) è un calciatore spagnolo, difensore del Cadice.

## Carriera

### Club
Nato a Madrid, ha giocato nelle giovanili del Real Madrid, debuttando prima nella squadra C e successivamente nella squadra B. Nell'agosto del 2011 sarebbe dovuto andare a giocare nella prima divisione belga, la Pro League, nel K.A.A. Gent, ma non se ne fece nulla.
Nel gennaio 2012, Hernández fece un provino per il Getafe CF B. Tuttavia, firma un contratto di 18 mesi con lo Sporting de Gijón, venendo assegnato alla seconda squadra in Segunda División B. Il 2 settembre debutta tra i professionisti, giocando 90 minuti in una partita terminata 0-0 contro il Racing de Santander nel campionato di Segunda División.
Il 31 gennaio 2013, Hernández viene promosso in prima squadra assieme a Borja López. Terminerà la stagione da debuttante raccogliendo 21 presenze (1660 minuti di gioco).
Hernández è un giocatore onnipresente nelle successive stagioni, giocando 38 partite nel 2013–14 e 41 nel 2014–15. Segna il suo primo gol come professionista il 24 novembre 2013, in una vittoria per 3–1 contro il CD Lugo.
Hernández fa il suo debutto in nella stagione 2015-2016 il 23 agosto 2015, nello 0-0 casalingo contro il Real Madrid.
Hernández firma per i campioni in carica della Premier League, il Leicester City il 21 giugno 2016 firmando un contratto di quattro anni, essendo rimasto svincolato dallo Sporting Gijon.
Tuttavia in Inghilterra trovo poco spazio e il 24 gennaio 2017, dopo appena 9 presenze tra campionato e coppe, torna in patria firmando per il Málaga per 2 milioni.

## Statistiche

### Presenze e reti nei club
| Stagione        | Squadra          | Campionato      | Campionato | Campionato | Coppe nazionali | Coppe nazionali | Coppe nazionali | Coppe continentali | Coppe continentali | Coppe continentali | Altre coppe | Altre coppe | Altre coppe | Totale | Totale |
| Stagione        | Squadra          | Comp            | Pres       | Reti       | Comp            | Pres            | Reti            | Comp               | Pres               | Reti               | Comp        | Pres        | Reti        | Pres   | Reti   |
| --------------- | ---------------- | --------------- | ---------- | ---------- | --------------- | --------------- | --------------- | ------------------ | ------------------ | ------------------ | ----------- | ----------- | ----------- | ------ | ------ |
| 2016-gen.2017   | Leicester City   | PL              | 4          | 0          | FACup+CdL       | -               | -               | UCL                | 4                  | 0                  | CS          | 1           | 0           | 9      | 0      |
| gen.-giu.2017   | Málaga           | PD              | 19         | 1          | CR              | -               | -               | -                  | -                  | -                  | -           | -           | -           | 19     | 1      |
| 2017-2018       | Málaga           | PD              | 36         | 0          | CR              | 2               | 0               |                    | -                  | -                  |             | -           | -           | 38     | 0      |
| 2018-2019       | Málaga           | SD              | 24+2       | 0+1        | CR              | 0               | 0               |                    | -                  | -                  |             | -           | -           | 26     | 1      |
| 2019-2020       | Málaga           | SD              | 20         | 0          | CR              | -               | -               |                    | -                  | -                  |             | -           | -           | 20     | 0      |
| Totale Málaga   | Totale Málaga    | Totale Málaga   | 102        | 2          |                 | 2               | 0               |                    | -                  | -                  |             | -           | -           | 104    | 2      |
| 2020-2021       | Maccabi Tel Aviv | LH              | 31         | 1          | GH              | 3               | 1               | UEL                | 8                  | 0                  | -           | -           | -           | 42     | 2      |
| 2021-gen.2022   | Maccabi Tel Aviv | LH              | 14         | 1          | GH              | 1               | 0               | UECL               | 11                 | 0                  | SC          | 1           | 0           | 27     | 1      |
| Totale Málaga   | Totale Málaga    | Totale Málaga   | 45         | 2          |                 | 4               | 1               |                    | 19                 | 0                  |             | 1           | 0           | 69     | 3      |
| gen.-giu. 2022  | Cadice           | PD              | 16         | 0          | CR              | 1               | 0               | -                  | -                  | -                  | -           | -           | -           | 17     | 0      |
| Totale carriera | Totale carriera  | Totale carriera | 167        | 4          |                 | 7               | 1               |                    | 23                 | 0                  |             | 2           | 0           | 199    | 5      |